# Schloss Lanke
Schloss Lanke ist ein ehemaliger Besitz der gräflichen Familie von Redern im Ort Lanke (Gemeinde Wandlitz in Brandenburg) nahe am Hellsee. Es wurde, basierend auf einem barocken Landhaus, Mitte des 19. Jahrhunderts als zweigeschossiger Putzbau im Stil der französischen Renaissance vom Architekten Eduard Knoblauch erweitert und neu gestaltet. Nach Übergang in Berliner Besitz im Jahr 1914 und etlichen Umnutzungen befindet es sich seit 2006 wieder in Privatbesitz. Der neue Eigentümer ließ das Gebäude mit Unterstützung der Brandenburgischen Denkmalschutzbehörde im Zeitraum 2011–2014 für private Wohnzwecke, zu Ferienwohnungen und zur kulturellen Nutzung denkmalgerecht sanieren.

## Baugeschichte und Architekturbeschreibung

### Umbau eines früheren Rittergutes zum Schloss derer von Redern
Als Eduard Knoblauch den Auftrag zum Umbau des seit dem 17. Jahrhundert vorhandenen barocken Gutshauses in ein herrschaftliches Schloss erhielt, legte er dem Bauherrn und neuen Eigentümer Graf Friedrich Wilhelm von Redern um das Jahr 1853 zehn Handzeichnungen als Vorprojekt zum neuen Schloss Redern in Lanke vor. Teile des vorherigen Gutshauses (vor allem die historischen Kreuzgrat-Kellergewölbe) der Grafen von Sparr bezog Knoblauch in seine Baupläne mit ein.

### Architektur und Park

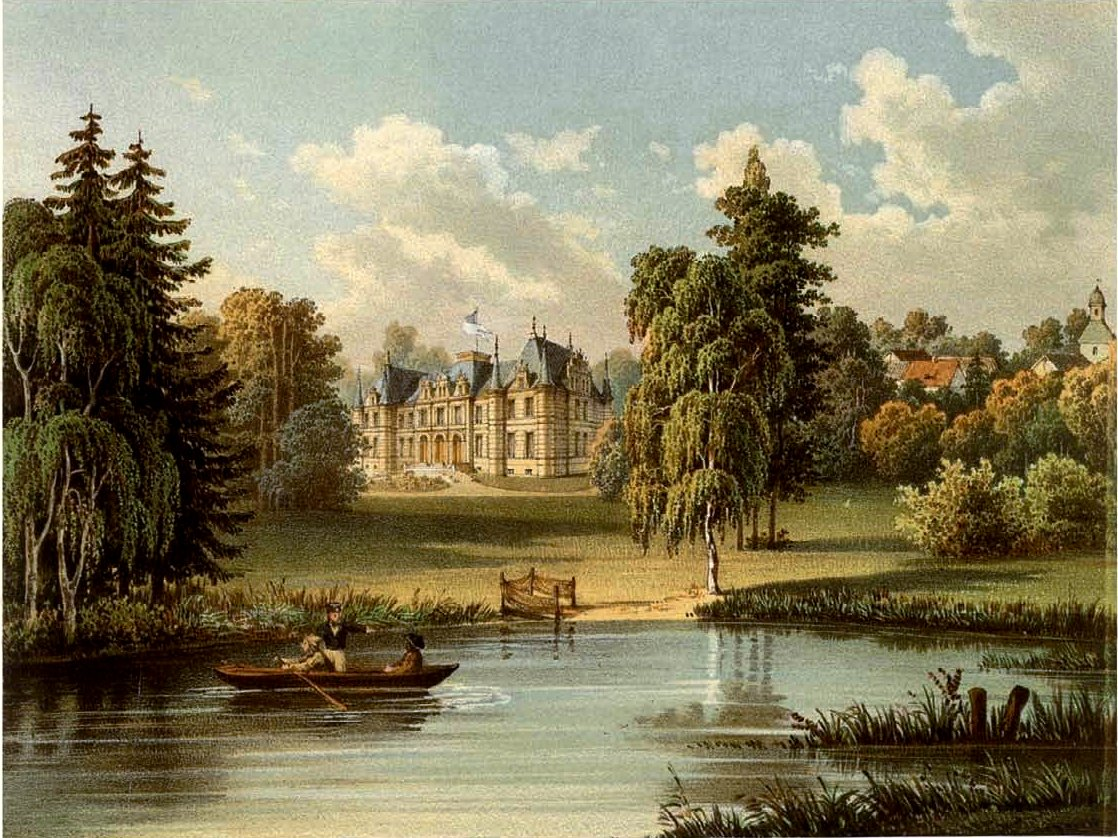
Schloss Lanke um 1860, Sammlung Alexander Duncker

Seit Mitte des 19. Jahrhunderts zeigt das Hauptgebäude seine steilen Walmdächer, einen dreiachsigen Mittelrisaliten und zweiachsige Seitenrisalite, die durch acht Ecktürme eingefasst sind. Die Fassadengestaltung entspricht dem französischen Renaissancestil. Etwa 1859 wurde der Umbau des Gebäudekomplexes mit der Adresse Lanker Dorfstrasse 9–10 nach den Knoblauchschen Plänen vollendet.

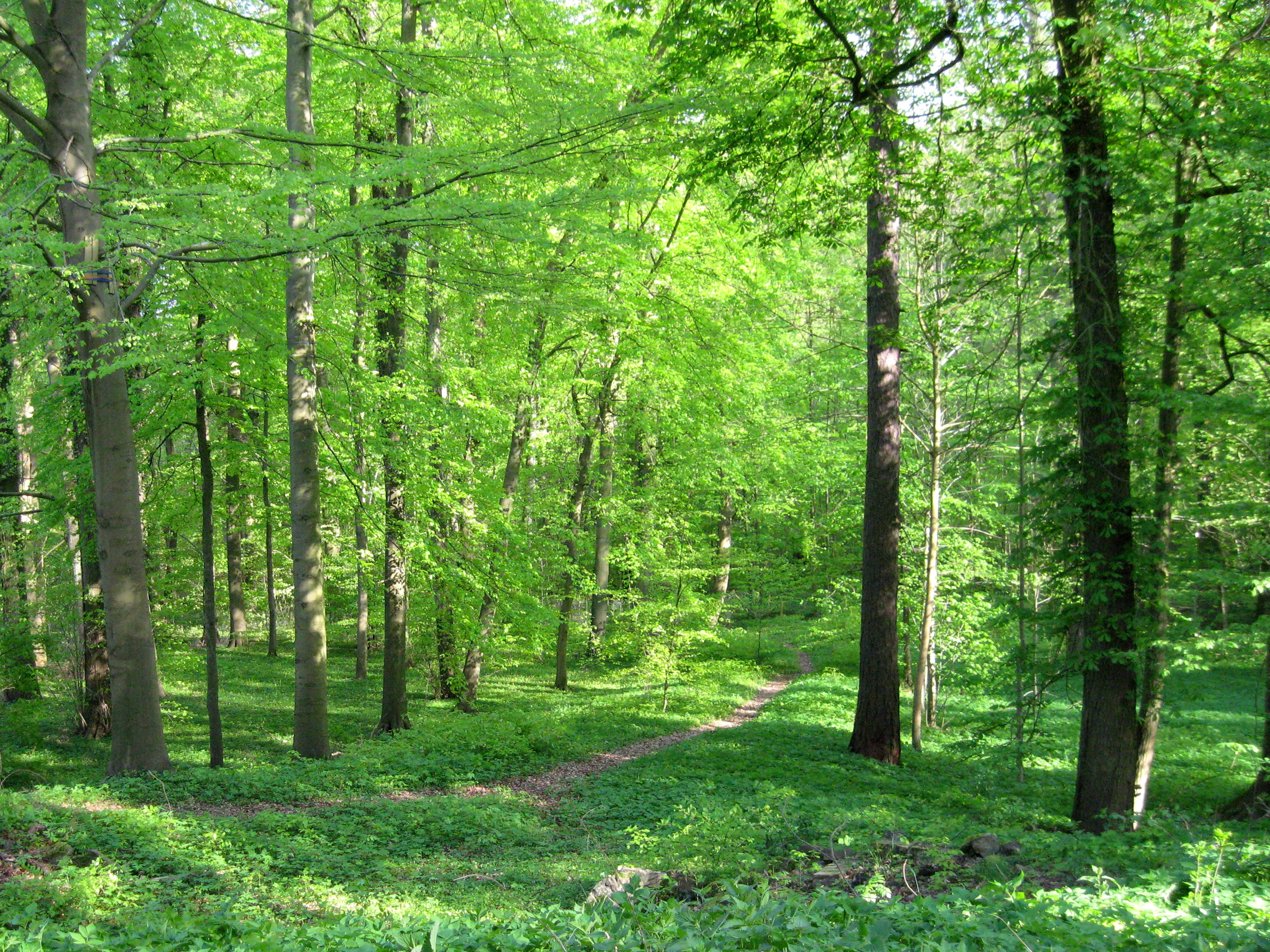
Lenné-Park im Frühjahr 2008

Zur Schlossanlage gehören außer dem Haupthaus der alte oktogonale Pferdestall, das Grüne Haus, das zweiflügelige Kutscherhaus aus Ziegelfachwerk im schweizerischen Stil und der Wirtschaftshof mit Gutsverwalterhaus, Brennerei mit Schornstein, Rinderstall, Schmiede, Hofscheune und Speicher sowie die beiden Stallgebäude des Schäferhofes und das Schäferwohnhaus. Die Nebengebäude wurden stilistisch geschickt an die Gestaltung des Haupthauses angepasst.
Der südwestlich Richtung Hellsee anschließende Park wurde schon vor dem Umbau des Schlosses nach Plänen von Peter Joseph Lenné im Stil eines englischen Landschaftsparks umgestaltet. Der Park befindet sich in einem Dornröschenschlaf und ist ebenfalls Bestandteil des Denkmalensembles. Von den baulichen Anlagen sind im Park unter anderem ein Fontainenbecken und die Grabanlage auf der künstlichen Grabinsel derer von Wülknitz erhalten. Diese künstlich angelegte Insel bildet das Ende der Achse Gartensaal von Schloss Lanke – Gartentheater – Springbrunnen.

## Geschichte der Nutzungen

### 1315 bis 1826/27
Die erste urkundliche Erwähnung Lankes erfolgte in einer lateinischen Urkunde vom 24. Dezember 1315. Um 1415 gelangte Lanke in den Besitz der Burg Biesenthal und fiel damit an das alte märkische Adelsgeschlecht von Arnim. 1620 ging der Besitz durch Weiterverkauf an Friedrich von Götze. Im Dreißigjährigen Krieg wurde die Ansiedlung fast vollständig niedergebrannt. Erst Generalfeldmarschall Otto Christoph von Sparr zu Prenden kaufte 1654 die infolge des dreißigjährigen Krieges verlassenen Höfe Lankes von Kurfürstin Luise Henriette und legte sie zu einem Vorwerk zusammen. Nach dem Tod 1668 gelangte der Besitz in das Eigentum der Familien von Happe – die den ersten festen Rittersitz mit herrschaftlichen Gebäuden errichteten. Folgende Eigentümer waren die Familien von Holwede 1763/64 und von Wülknitz (1783). Major Hans Heinrich Otto von Wülknitz errichtete in Lanke ein immerwährendes Familien-Fidei-Commiß. Sein einziger Sohn, Heinrich Otto von Wülcknitz, entschloss sich 1826 zum Verkauf des Guts Lanke.

### 1827 bis 1931
1826/1827 erwarb Kammerherr Graf Friedrich Wilhelm von Redern, preußischer Offizier und Generalintendant der Königlichen Bühnen in Berlin, das Gut Lanke mit den Orten Prenden, Ützdorf, Werder, Sophienstädt und Neudörfchen. Graf Redern war einer der bedeutendsten Persönlichkeiten im Berliner Geistesleben. Mit rd. 4.500 Hektar Land war Lanke die größte der 45 Besitzungen der gesamten Familie Redern und wurde nach Berlin Lieblingsaufenthalt des Grafen.
Gut und Schloss hatte die Familie von Redern mehrere Male verpachtet, seit dem Jahr 1894 war der Montan-Unternehmer Fritz von Friedlaender-Fuld Pächter. 1914 veräußerte der Urenkel Graf von Rederns das gesamte Anwesen mit Schloss, Gut, umgebendem Park, Acker und Waldflächen für 20 Millionen Mark an die Stadt Berlin, die es u. a. in ihr Konzept der Naherholung der Stadtbewohner integrierte. Friedlaender-Fuld blieb weiterhin Pächter. Er verzichtete auf sein Vorkaufsrecht, ließ sich aber vom Magistrat der Stadt Berlin das Wohnrecht und das Pachtverhältnis auf 25 Jahre garantieren. Fritz von Friedländer-Fuld bewohnte das Schloss Lanke bis zu seinem Tod im Jahr 1917. Danach wurde es nur noch in den Sommermonaten von der Familie bis etwa ins Jahr 1930/31 bewohnt. Im März 1920 schloss die Tochter Marie-Anna auf Schloss Lanke ihre zweite Ehe mit dem Diplomaten und ehemaligen Staatssekretär des Auswärtigen Amtes Richard von Kühlmann. Bereits 1929 wurde amtlich erneut als Gutseigentümer die Berlin Stadtgüter GmbH veröffentlicht, als Verwalter agierte ein Dr. Debus, gesamt damals 2507 ha.

### 1931 bis 2006

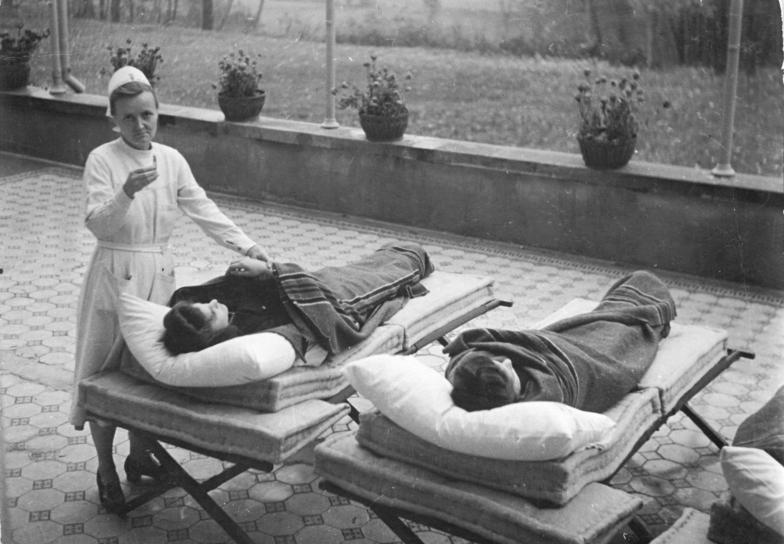
Lungenklinik im Schloss Lanke um 1950

Während der 1930er und 1940er Jahre hatte Schloss Lanke eine wechselvolle Geschichte. Im Jahr 1939 war in den Räumen der Reichsarbeitsdienst untergebracht, ab Juni 1945 ein Lazarett und noch im gleichen Jahr eine sowjetische Kommandantur. Im Jahr 1947 wurde die Umgestaltung in ein Krankenhaus beschlossen. Lanke, das bis dahin als Gutsverwaltung Lanke der Berliner Stadtgüter GmbH unterstand, wurde 1949 zum Volksgut Lanke. Bei der Einweihung als Krankenhaus am 12. Januar 1951 erhielt die Einrichtung den Ehrennamen nach Gertrud Seele, der Krankenschwester und Widerstandskämpferin. Nach der Schließung des Krankenhauses im Jahr 1966 stand das Schloss zwei Jahre leer, wurde dann Außenstelle des Eberswalder Bezirkskrankenhauses mit überwiegend Pflegeaufgaben und bis in die 1990er Jahre genutzt.

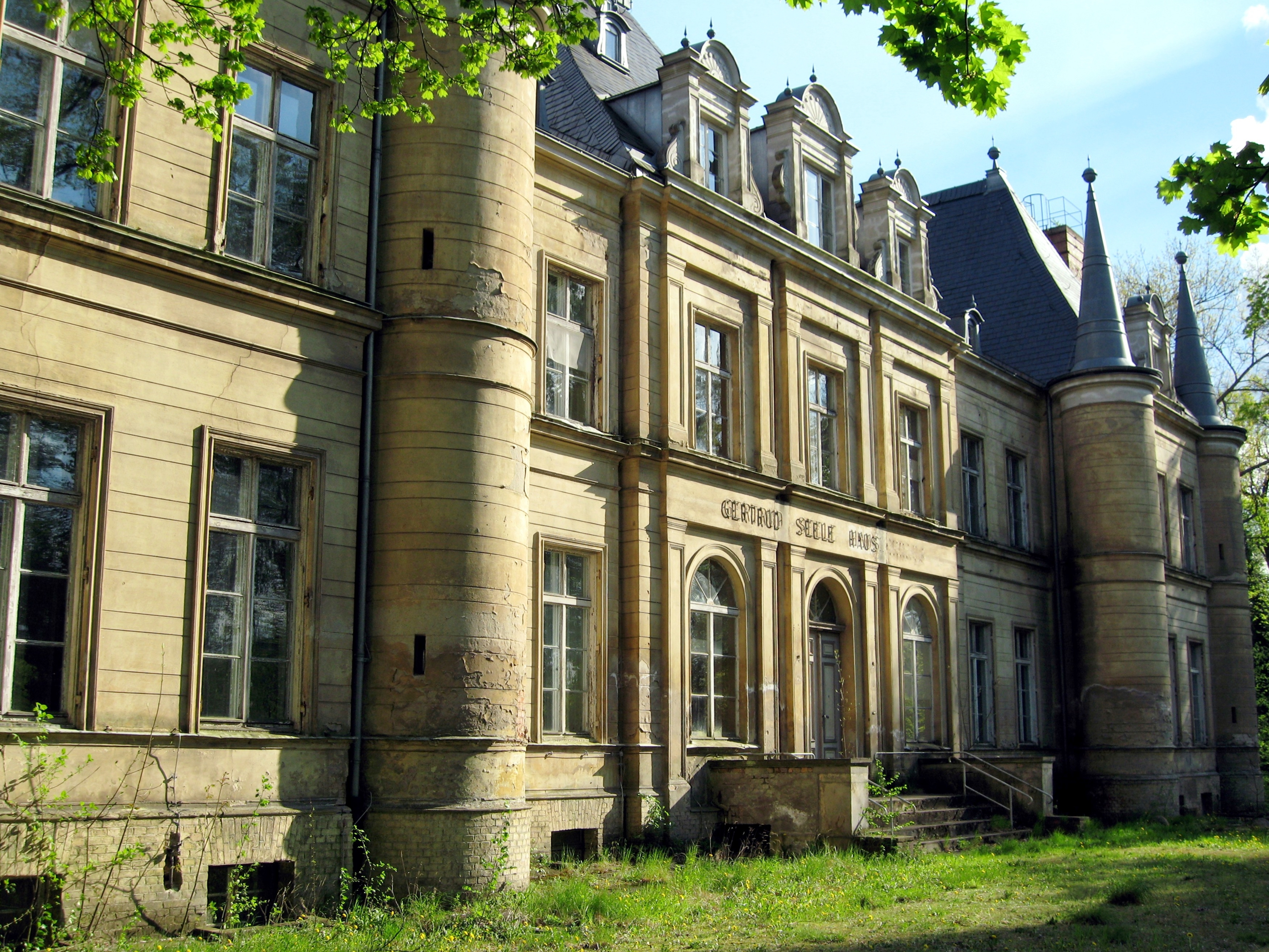
Haupteingang des leerstehenden Schlosses im Jahr 2008; es trägt noch den Schriftzug Gertrud-Seele-Haus

Nachdem das Pflegeheim Ende der 1990er ausgezogen war, standen die Gebäude mehrere Jahre leer. 2005 vermietete das Land Berlin das Schlossensemble an den Verein Temporär e. V. zur Zwischennutzung, der hier sommers Kulturevents veranstaltete.

### Seit 2006
Das Schloss wurde vom Land Berlin schließlich veräußert und befindet sich seit 2006 im privaten Besitz. Es wurde zwischen 2011 und 2014 denkmalgerecht saniert. Außer den Wohnbereichen entstanden ein Salon für kulturelle Veranstaltungen sowie Ferienwohnungen.
Im Park vor der Kulisse des Schlosses fanden mit Unterstützung der neuen Besitzer bereits einzelne Events statt wie Foto- und Filmaufnahmen oder im Sommer 2009 ein Benefiz-Jazzkonzert, das Gelder für die Restaurierung der Kapelle des Lanker Friedhofs einspielte. Weitere derartige Veranstaltungen sind geplant.
Schloss Lanke diente im 2013 als Drehort für den Film Erledigung einer Sache.